# Liste des îles de Hongrie

## Danube

### Esztergom
- Körtvélyesi-sziget
- Nyáros-sziget
- Csitri sziget
- Prímás-sziget
- Helemba-sziget
- Dédai-sziget
- Törpe-sziget

### ABudapest(du nord au sud)
- Palotai-sziget (en réalité actuellement une péninsule)
- Nép-sziget (liée à l'île ci-dessus, mais surtout entourée d'eau)
- Óbudai-sziget (a.k.a. Hajógyári-sziget, voir aussi Sziget)
- Margitsziget (ou Margit-sziget)
- Háros-sziget
- Csepel-sziget (dont seulement la pointe est à Budapest)
- Molnár-sziget

### En dehors de Budapest
- Czuczor-sziget
- Sport-sziget
- Haraszti-sziget
- Taksony-sziget
- Mohácsi-sziget
- Szentendrei-sziget
- Dunasziget
- Pap-sziget
- Lupa-sziget
- Cseke-sziget
- Gödi-sziget
- Domariba-sziget
- Martuska-sziget
- Szúnyog-sziget
- Kőhidi-sziget
- Petőfi-sziget
- Felsőzátonyi-sziget
- Szalki-sziget
- Nagy-Pandúr-sziget
- Öreg-sziget
- Palánki-sziget
- Veránka-sziget

## Tisza
- Kácsa-sziget
- Alcsi-sziget
- Farkas-sziget
- Buláti-sziget
- Aranysziget
- Kis-Tisza-sziget
- Korom-sziget